# ديفيد مور (عالم نبات)
ديفيد مور (بالإنجليزية: David Moore)‏ هو عالم نبات بريطاني، ولد في 26 يوليو 1933 في قلعة بارنارد في المملكة المتحدة، وتوفي في 29 يونيو 2013.